# Eine Dummheit macht auch der Gescheiteste
Eine Dummheit macht auch der Gescheiteste (auch unter dem Titel Klugsein schützt vor Torheit nicht, russisch На всякого мудреца довольно простоты) ist eine Komödie in fünf Aufzügen von Alexander Ostrowski. Sie erschien 1868 und wurde im selben Jahr auch uraufgeführt.

## Inhalt

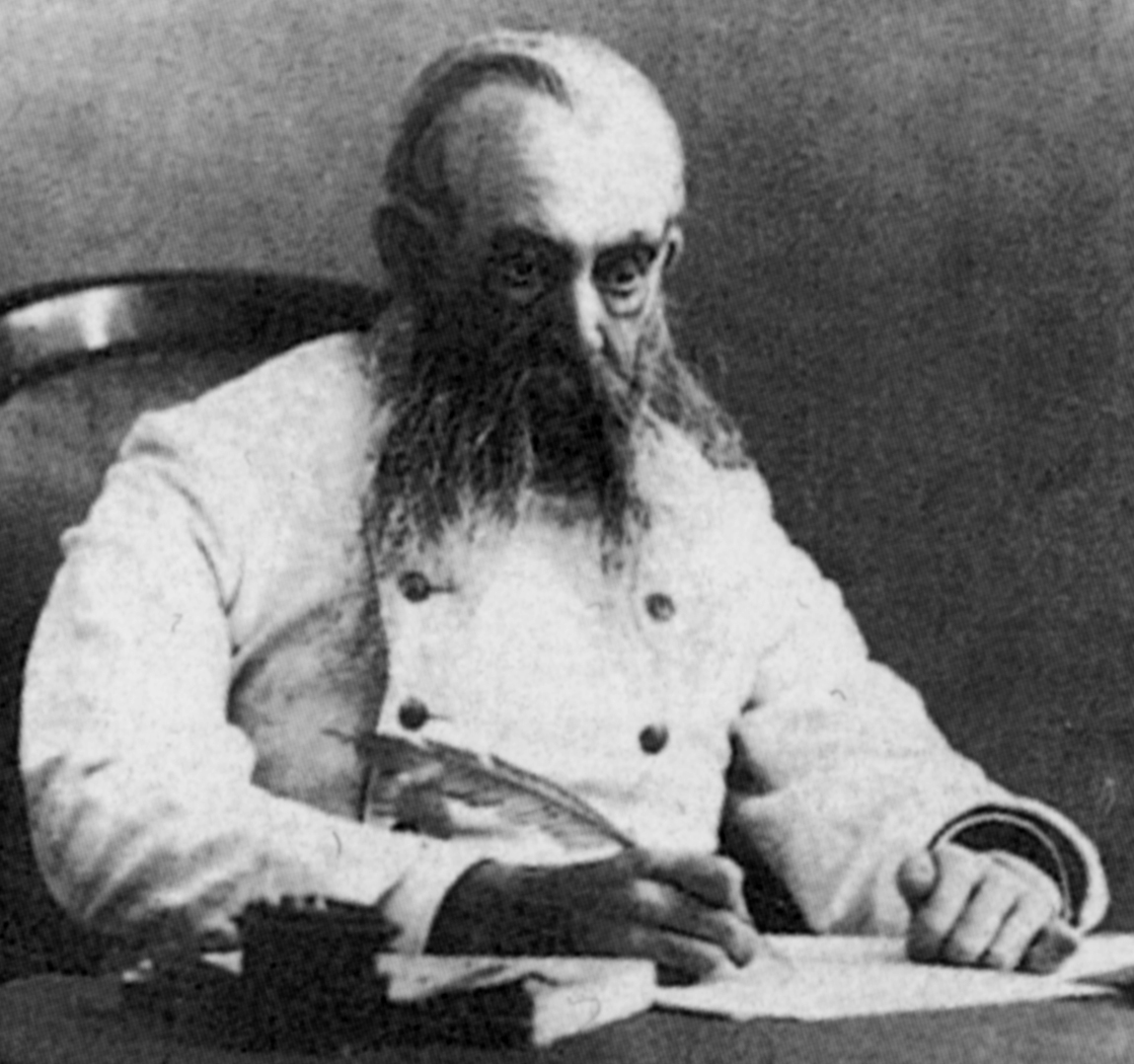
Stanislawski als Krutizkij in einer Inszenierung von 1910.

### Erster Akt
Der junge Satiriker Glumow hat ein Auge auf Maschenka geworfen, die Nichte der reich verwitweten Turussina. Sein Nebenbuhler Kurtschajew stattet ihm einen Besuch ab, zusammen mit dem arbeitslosen Golutwin, der ein Journal herausgeben möchte. Sie wollen Glumow dazu verleiten, mit seinen Spottversen daran teilzunehmen. Doch Glumow lehnt ab. Er möchte in der Öffentlichkeit nur noch lobhudeln. Seine Spötteleien will er fortan nur heimlich in einem privaten Tagebuch festhalten.
Glumow hat einen entfernten Verwandten, einen Onkel namens Mamajew. Dieser hat „an die dreißig Neffen“ und doziert gern Lebensweisheiten. Es gelingt Glumow, sich beim Onkel einzuschmeicheln, indem er ihm vorspielt, seine Ratschläge nützlich zu finden. Gleichzeitig kann er Kurtschajew, ebenfalls einer der vielen Neffen, in Misskredit beim Onkel bringen, indem er diesem eine spöttische Karikatur zeigt, die Kurtschajew von ihm angefertigt hatte.

### Zweiter Akt
Krutizkij fragt Mamajew, ob er jemanden kenne, der den Stil seiner geplanten Denkschrift modernisieren könne. Glumows Mutter übernimmt es derweil, Mamajews Frau vollzuschleimen. Glumow seinerseits versucht, über die Mamajewa einen Posten beim einflussreichen Gorodulin zu gewinnen. Tatsächlich wird dies gleich arrangiert. Als Gorodulin merkt, wie redegewandt Glumow ist, bittet er ihn, eine Rede für ihn zu schreiben.
Mamajew ermuntert unterdessen Glumow, seiner Frau zu schmeicheln, um ihre Eitelkeit zu kitzeln. Glumow stimmt zu und gesteht der Tante seine Liebe. Im Gegenzug hat er von Mamajew erbeten, Kontakt zur Turussina zu erlangen, um deren Nichte Maschenka näher zu kommen.

### Dritter Akt
Maschenka unterhält sich mit ihrer Tante über mögliche Ehekandidaten. Vom durchschnittlichen und mittellosen Kurtschajew wollen beide Abstand nehmen. Als Krutizkij kurz hereinschneit, empfiehlt er der Tante, Glumow als Kandidaten ins Auge zu fassen. Wenig später erhält die Tante Besuch von Gorodulin, der ebenfalls in höchsten Tönen von Glumow spricht. Die Turussina zieht die Wahrsagerin Manefa zurate, die vorhersagt, dass der rechte Kandidat gleich selbst erscheine, und in der Tat, Mamajew tritt herein mit Glumow im Schlepptau.

### Vierter Akt
Glumow liefert bei Krutizkij wie von diesem gewünscht einen „Трактат о вреде реформ вообще“ („Traktat über den Schaden aller Reformen“) ab. Außerdem gesteht er ihm, dass er um Maschenkas Hand anhalten möchte und sich ihn als Brautvater wünscht. Krutizkij stimmt zu. Allerdings plaudert er den Umstand, dass Glumow sich wegen 200.000 Rubeln Mitgift mit der Nichte der Turussina verheiraten will, gleich Glumows Tante aus. Diese fühlt sich in ihrer Ehre verletzt, da ihr Neffe kurz zuvor noch ihr selbst mit seinem Liebesgeständnis geschmeichelt hat.
Die Mamajewa stellt Glumow daraufhin zur Rede. Dieser streitet alles ab, doch sie glaubt ihm nicht. Da erscheint Golutwin, um Glumow zu erpressen: Er sei ihm auf Schritt und Tritt gefolgt und habe eine Schmähschrift über ihn verfasst. Er droht, diese in seinem Magazin zu veröffentlichen, wenn Glumow ihm nicht 25 Rubel zahle. Letztlich zahlt Glumow, doch in der Aufregung hat er sein Tagebuch unbeaufsichtigt gelassen, das voll von Schlechtigkeiten gegen seine Mitmenschen ist, auch gegen die Mamajewa. Diese hat es an sich genommen und will sich nun an ihm rächen. Als Glumow den Verlust bemerkt, ist er außer sich. Er verdächtigt sofort die Mamajewa und sinniert: „Frauen rächen sich furchtbar, eine Frau kann eine Gemeinheit ersinnen, wie sie einem Mann nie in den Kopf kommt“.

### Fünfter Akt
Als sich alle in der Turussinschen Villa versammeln, kommt die Wahrheit ans Licht. Ein Zeitungsartikel wird abgegeben mit dem angekündigten Artikel zu Details aus Glumows Leben. Als Beweis, dass dieser Bericht wahr sei, ist außerdem das Tagebuch beigegeben. Krutizkij verbürgt sich dafür, dass es wirklich Glumows Handschrift ist. Mamajew liest laut einige Stellen vor. So wird etwa offenbart, dass Glumow die Wahrsagerin bestochen hatte, damit sie sein Erscheinen am Ende des 3. Aktes vorhersage. Glumow hat auch anonyme Briefe an die Turussina geschickt, die seinen Nebenbuhler Kurtschajew verleumdet haben. Kurtschajew wiederum hat die Gunst Maschenkas zurückgewonnen.
Einige weitere Verspottungen Glumows werden vorgelesen, etwa auch zu Krutizkijs endlosen Belehrungen. Doch anstatt hernach Abbitte zu leisten, hebt Glumow zu einer Rede an: „Mein Tagebuch hat Sie empört. Wie es in Ihre Hände geraten ist, weiß ich nicht. Eine Dummheit macht auch der Gescheiteste.“ Die Scheinheiligkeit der Anderen seien ihm jedenfalls nur durch das Führen seines Tagebuchs erträglich gewesen. Die Beleidigungen darin hätte auch bei Allen Zuspruch gefunden, solange es nicht um einen selber ginge. Er kündigt an, dass sie dafür noch werden leiden müssen und verabschiedet sich.
Film
Sergei Tretjakow hat den Fünfakter 1923 für den Filmregisseur Sergej Eisenstein in Revueform gebracht. Das Werk ist unter dem Titel „Glumows Tagebuch“ bekannt geworden. Eisenstein inszenierte seinen ersten Kurzfilm als surrealistische Geschichte um den Antihelden Glumow, der seiner Aufdeckung als Betrüger zu entkommen glaubt, indem er sich als Akrobat, wagemutiger Held und Clown ausgibt. Darsteller sind Alexandr Antonow und Grigori Alexsandrow. Die fünf Minuten Material setzen sich aus drei Sequenzen zusammen, die im Proletkult-Theater gezeigt wurden. Filmaufnahmen eröffneten den Bühnenabend. Zwei weitere Szenen illustrieren die Handlung symbolhaft und verlegen das Geschehen in die Welt außerhalb des Theaters.

## Volltext
- die Komödie im russischen Original bei Lib.ru

## Ausgaben
Alexander N. Ostrowskij: Eine Dummheit macht auch der Gescheiteste. Komödie in fünf Akten (sechs Bilder). In: A. N. Ostrowskij: Dramatische Werke in 4 Bänden. Band 3, S. 7–95. Berlin: Aufbau-Verlag 1951.